# Муравлянка (Скопинский район)
Муравлянка — село в Скопинском районе Рязанской области России, входит в состав Горловского сельского поселения.

## География
Село расположено в 12 км на юг от центра поселения села Горлово и в 47 км на запад от райцентра города Скопин.

## История
Муровлянка в качестве «новоселебного села» упоминается в окладных книгах 1676 года, где о нем сказано, что оно выселилось из села Хворощева. Новопостроенная в селе Муровлянка церковь святого великомученика Димитрия Солунского обложена была в первый раз данью, по указу преосвященного Павла, митрополита Рязанского и Муромского, 5 января 1682 года. К тому же времени должно быть отнесено и построение Дмитриевской церкви.
При ней первоначально состояло: церковные пашни 10 четвертей в поле, сенных покосов на 25 копен; в приходе 50 дворов крестьянских, 8 бобыльских. В 1797 году построена была деревянная Дмитриевская церковь с приделом Всесвятским. Обветшавшую и грозившую падением колокольню велено было перестроить в 1843 году, но это исполнено было, за недостатком необходимых к тому сумм, только в 1852 году. Каменная Димитриевская церковь с такою же колокольней в селе была построена в 1906 году на средства прихожан и разных благотворителей. Настоящая часть храма окончена не была еще в 1914 году, ее строительство продолжалось, и был положен только бут. Трапезная часть уже была возведена. Престолов в храме было пять. Главный - во имя великомученика Димитрия Солунского. Второй престол был во имя святителя и чудотворца Николая Мирликийского, третий - Всех святых. В трапезной части престолы были: во имя рождества Пресвятой Богородицы и святых мучеников Флора и Лавра. В приходе имелись две земские одноклассные школы. 
В XIX — начале XX века село входило в состав Затворниковской волости Скопинского уезда Рязанской губернии. В 1906 году в селе было 620 дворов.
С 1929 года село являлось центром Муравлянкого сельсовета Горловского района Рязанского округа Московской области, с 1937 года — в составе Рязанской области, с 1959 года — в составе Скопинского района, с 2005 года — в составе Горловского сельского поселения.

## Население
| 1859 | 1897  | 1906  | 2010 |
| ---- | ----- | ----- | ---- |
| 2523 | ↗3363 | ↗4364 | ↘199 |

## Известные уроженцы, жители
- Овчинников, Максим Михайлович (1906—1976), гвардии младший сержант, Герой Советского Союза.
- Подобедов, Сергей Васильевич (1918—1988), заслуженный строитель РСФСР, лауреат премии Совета Министров СССР.

## Достопримечательности
В селе расположена Церковь Димитрия Солунского (1906).